# Sphaerolana affinis
Sphaerolana affinis är en kräftdjursart som beskrevs av Cole och Minckley 1970. Sphaerolana affinis ingår i släktet Sphaerolana och familjen Cirolanidae. IUCN kategoriserar arten globalt som starkt hotad. Inga underarter finns listade i Catalogue of Life.